# Cimetière de Kensal Green
 (octobre 2024).
Si vous disposez d'ouvrages ou d'articles de référence ou si vous connaissez des sites web de qualité traitant du thème abordé ici, merci de compléter l'article en donnant les références utiles à sa vérifiabilité et en les liant à la section « Notes et références ».
Le cimetière de Kensal Green (en anglais Kensal Green Cemetery) est un cimetière anglican britannique situé à Londres, dans le borough royal de Kensington et Chelsea. Il fait partie des sept grands cimetières historiques de Londres (les fameux Magnificent Seven).
Inauguré en 1832 sur le modèle du cimetière du Père-Lachaise à Paris, il comporte plus de 65 000 tombes, mausolées, caveaux et catacombes qui renferment environ 250 000 dépouilles dont des dizaines de personnalités. Il comporte entre autres un monument aux soldats belges de la Première Guerre mondiale[source insuffisante].

## Situation
Le cimetière s'étend sur 29 hectares à l'extrémité nord du district de Kensington et Chelsea. Il est limité par une branche du Grand Union Canal au sud et par Harrow Road au nord, et est prolongé à l'est par le cimetière catholique de Sainte Marie.

## Liste des personnalités

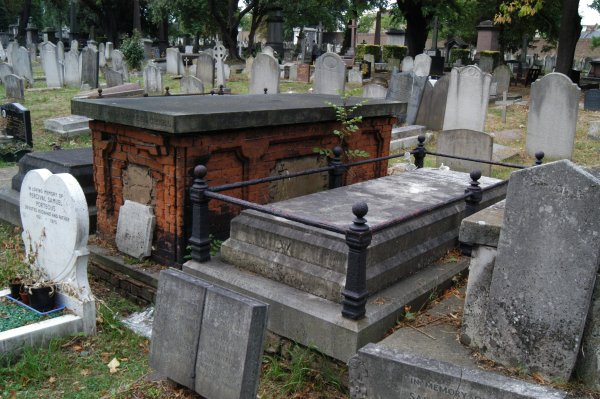
La tombe du romancier William Makepeace Thackeray (en marbre, à droite de celle en brique).

- Charles Babbage (1791-1871), mathématicien et précurseur de l'informatique
- George Birkbeck (1776-1841), docteur, professeur et fondateur de Birkbeck College
- Élisabeth-Sophie Bonicel (1764-1848), mère de François Guizot
- Charles Blondin (1824-1897), funambule et acrobate
- Louis-Charles Mahé de La Bourdonnais (1797-1840), maître d'échecs
- Isambard Kingdom Brunel (1806-1859), ingénieur
- Marc Isambart Brunel (1769-1849), ingénieur et père d'Isambard Brunel
- Pete Burns (1959-2016), chanteur, compositeur et leader du groupe Dead or Alive
- Wilkie Collins (1824-1889), écrivain
- Thomas Crane (1843-1903), illustrateur et directeur artistique
- Auguste-Frédéric de Hanovre, duc de Sussex (1773-1843)
- Georges de Hanovre, duc de Cambridge (1819-1904)
- Sophie de Hanovre (1777-1848), princesse royale
- Kenelm Henry Digby (1800-1880), écrivain
- Thomas Hood (1799-1845), poète
- Joseph Hume (1777-1855), docteur et homme politique radical
- Leigh Hunt (1784-1859), écrivain
- Charles Kemble (1775-1854), acteur
- Fanny Kemble (1809-1893), actrice et sœur de Charles
- György Kmety (1813-1865), général hongrois puis ottoman
- William Knighton, 1er baronnet, (1776-1836), secrétaire particulier du souverain George IV de 1822 à 1830.
- Florence Marryat (1833-1899), femme de lettres et actrice
- Alexander McDonnell (1798-1835), maître d'échecs
- Anne Isabella Milbanke (1792-1860), épouse de Lord Byron
- Robert Pashley (1805-1859), voyageur et homme de loi
- Harold Pinter (1930-2008), dramaturge, acteur et scénariste
- Oscar Gustave Rejlander (1813 ?-1875), photographe
- Edward Scriven (1775-1841), graveur
- Byam Shaw (1872-1919), artiste
- Carl Wilhelm Siemens (1823-1883), ingénieur
- William Henry Smith (1792-1865), entrepreneur et fondateur de la librairie WH Smith
- John McDouall Stuart (1815-1866), explorateur de l'Australie
- George James Symons (1838 - 1900), météorologue britannique fervent défenseur de la pluviométrie
- William Makepeace Thackeray (1811-1863), écrivain
- Ada Nettleship (1856-1932), couturière, styliste
- Anthony Trollope (1815-1882), écrivain et inspecteur des postes
- John Herbert Turner (1834-1923), premier ministre canadien de la Colombie-Britannique
- William Vincent Wallace (1812-1865), compositeur
- John William Waterhouse (1849-1917), artiste
- Frederick Beilby Watson (1773–1852), courtisan
- Jane Wilde, née Elgee (1821-1896), poétesse
- Walter Clopton Wingfield (1833-1912), inventeur du lawn tennis